# Orphei Drängar
Orphei Drängar (сокр. OD) — один из самых известных мужских хоров Швеции.
Будучи наиболее известным своим высококачественным исполнением классического репертуара, хор также исполняет произведения других жанров на разных языках и с самого начала своего образования стремится расширять границы своих возможностей. В 2003 году был признан «Хором года» шведским национальным фондом Rikskonserter.

## История и деятельность

Фотография 1903 года хорового вокального квинтета: Виден, Йонас, Шрам, Эрик, Ниблом, Карл, Арпиб Оскар, Вибелиус, Йохан

Хор был сформирован вечером 30 октября 1853 года, когда двенадцать молодых людей (десять певцов, пианист и один простой наблюдатель) собралась на городской площади Gamla torget рядом с Уппсальским университетом. Развлечения в городе в то время были несколько ограничены, так как Уппсала была закрытым городом из-за эпидемии холеры. Музыканты исполняли в местном банкетном зале песни, одной из которых была «Hör I Orphei Drängar» шведского поэта и музыканта Карла Бельмана, которая позже послужила источником названия известного ныне хора. Композитор Якоб Юсефсон, с 1849 года руководивший музыкальной частью в Уппсальском университете, был принят в 1854 году в качестве директора хора. Первое публичное выступление хора под собственным именем состоялось в 1864 году.
В течение последующих лет Orphei Drängar превратился в выдающийся мужской хоровой коллектив Швеции, который гастролировал и за границей: в Париже (1867, 1878, 1900), Берлине (1898) и других городах мира. Самые известные концерты шведского хора — Capricerna. С момента их появления в 1962 году они стали одной из самых известных музыкальных традиций Упсалы. Пять представлений, обычно с аншлагом, даются в выходные во время второго адвента в аудитории в здании Уппсальского университета. Важная часть хорового выступления — содержание в тайне одного или нескольких гостей — концерт окружен ореолом секретностью, что весьма привлекает зрителей. Capricerna проводились ежегодно вплоть до 2020 года, когда они не состоялись из-за пандемии COVID-19.
Ежегодно Orphei Drängar дает в Уппсале весенний концерт из двух выступлений. Осенью, как правило, отправляется в зарубежные гастроли. Хор также появляется в течение года на торжественных и официальных мероприятиях.
Хор имеет контракт со шведской звукозаписывающей компанией BIS Records, с которой выпустил много записей.

## Список дирижёров
С года образования хора его дирижёрами были:
- 1853—1854	годы — Оскар Арпи[швед.]
- 1854—1880	годы — Якоб Юсефсон
- 1880—1909	годы — Ивар Хеденблад[швед.]
- 1909—1910	годы — Вильгельм Лундгрен[швед.]
- 1910—1947	годы — Альвен, Хуго
- 1947—1951	годы — Карл Годин[швед.]
- 1951—1985	годы — Эрик Эриксон
- 1985—1991	годы — Эрик Эриксон и Роберт Сунд
- 1991—2008	годы — Роберт Сунд[швед.]
- 2008—наст. время — Сесилия Райдингер